# BRM P56
La BRM P56 è una vettura da Formula 1 realizzata dalla BRM per la stagione 1962.

## Sviluppo
La vettura venne progettata dall'ingegnere Peter Berthon, già responsabile della creazione della BRM 1500 con motore 16 cilindri. Egli propose la creazione di una vettura costruita attorno ad un propulsore 8 cilindri a 90° con alessaggio fortemente superiore alla corsa (68,5 x 50,8 mm) con doppio albero a camme per ogni bancata di cilindri e albero motore a 5 supporti. Ciò creava un elevato regime di rotazione pari a 10.250 giri. Come la Coventry-Climax, la P56 era dotata di accensione transistorizzata della Lucas. Il telaio era di tipo tubolare, mentre le ruote in magnesio e i freni venivano forniti dalla Dunlop. I serbatoi del carburante, i quali avevano capienza per 142 litri, erano di tipo aeronautico, cioè realizzati in gomma sintetica, ed erano posizionati ai lati del posto di guida. Gli scarichi del propulsore erano disposti in una conformazione a canne d'organo, cosa che donò alla vettura il soprannome appunto di "canne d'organo".

## Carriera agonistica
La prima vittoria della P56 si ebbe con Graham Hill nel Glover Trophy di Goodwood. Successivamente furono conquistati i Gran Premi d'Olanda, Germania, Italia e Sudafrica. In quest'ultimo, Hill si confermò campione del mondo.